# Giuseppe Aimi
Giuseppe Aimi (Borgo San Donnino, 1º maggio 1899 – ...) è stato un calciatore italiano, di ruolo centrocampista.

## Carriera
Inizia l'attività calcistica nello Spezia, per poi trasferirsi al Livorno con cui disputa 7 gare segnando una rete nel campionato di Prima Divisione 1922-1923.
Dopo aver militato nel Borgo San Donnino, disputa con il Parma 19 gare con 2 gol all'attivo nel campionato di Prima Divisione 1925-1926.